# Shrvenantz
Shrvenantz ou Shrvenants (en arménien Շրվենանց) est une communauté rurale du marz de Syunik en Arménie. En 2008, elle compte 65 habitants.